# Бражник Янковского
Бражник Янковского (Marumba jankowskii) — бабочка из семейства бражников (Sphingidae). Обычный дальневосточный вид. Видовое название дано в честь натуралиста-естествоиспытателя, энтомолога, археолога — Михаила Ивановича Янковского.

## Описание
Размах крыльев 68—90 мм. Внешне вид сходен с видом Marumba maackii. Передние крылья снизу с резко выраженным буровато-коричневым мазком у вершины.

## Биология
Бабочки летают в хвойно-широколиственных и широколиственных лесах с растущим дубом монгольским. Время лёта с конца июня по август. Если два поколения, то бабочки летают: в мае — июне и в августе. В окрестностях Хабаровска бабочки летают с последних чисел мая до начала июля; изредка бабочек можно встретить также в конце июля и даже в конце августа. Второе поколение более малочисленно. Суточная активность с 23.00 до 01.20 (у самок) и с 01.20 до 04.10 (у самцов). Гусеницы питаются на различных видах липы. Зимует куколка.

## Ареал
Приамурье, Приморье, Северо-Восточный Китай, полуостров Корея, Япония.